# 崖州竹
崖州竹（学名：Bambusa textilis var. gracilis）为禾本科簕竹属下的一个变种。

## 扩展阅读
- 維基物種上的相關：崖州竹